# Лајонс (Њујорк)
Лајонс (енгл. Lyons) град је у америчкој савезној држави Њујорк.

## Демографија
По попису из 2010. године број становника је 3.619, што је 76 (-2,1%) становника мање него 2000. године.
| Група             | 2000.         | 2010.         |
| Белци             | 3.090 (83,6%) | 2.952 (81,6%) |
| Афроамериканци    | 402 (10,9%)   | 382 (10,6%)   |
| Азијати           | 20 (0,5%)     | 11 (0,3%)     |
| Хиспаноамериканци | 110 (3,0%)    | 181 (5,0%)    |
| Укупно            | 3.695         | 3.619         |